# 黑澤爾伍德 (密蘇里州)
黑澤爾伍德（英語：Hazelwood）是位於美國密蘇里州聖路易斯縣的城市。

## 人口
根據2020年美國人口普查的數據，黑澤爾伍德的面積為43.42平方千米，當中陸地面積為41.54平方千米，而水域面積為1.88平方千米。當地共有人口25458人，而人口密度為每平方千米586人。